# Cochisea unicoloris
Cochisea unicoloris là một loài bướm đêm trong họ Geometridae.